# Hwang Sun-hong
Pour les articles homonymes, voir Hwang.
Hwang Sun-hong (né le 14 juillet 1968 dans le district de Yesan) est un footballeur international sud-coréen au poste d'attaquant devenu entraîneur de football.

## Biographie
Après sa carrière universitaire, il choisit de partir en Europe plutôt que de se présenter à la draft. Il joue pour le Wuppertaler SV mais se blesse au genou. Il revient en Corée et pour jouer au Pohang Steelers qui vient d'être champion de K-League 1992. À l'été 1998, il part pour le club japonais Cerezo Ōsaka où il fut le meilleur buteur du championnat 1999 avec 24 buts. 
Hwang Sun-hong devient international coréen en 1988 face au Japon où il inscrit son premier but. Dans sa carrière internationale, il en marquera 50 pour 103 sélections. Face au Népal en 1994, il marque 8 buts dans le même match. Il a participé à quatre Coupe du monde avec l'équipe de Corée du Sud de football, de 1990 à 2002. Cependant en 1998, il ne rentra jamais sur le terrain car il se blessa quelques jours plus tôt. Son absence fut un facteur important dans les mauvais résultats de la Corée lors de ce mondial. 